# Bechir Sahbani
Bechir Sahbani, né le 22 octobre 1972 à Tunis, est un footballeur tunisien qui a joué au poste de défenseur avec l'équipe de Tunisie.

## Carrière
- 1994-2002 : Espérance sportive de Tunis (Tunisie)
- 2002-2004 : Club athlétique bizertin (Tunisie)
- 2004-2005 : Espérance sportive de Tunis (Tunisie)

## Palmarès
- Vainqueur de la coupe des clubs champions arabes : 1993, 1996
- Vainqueur du championnat de Tunisie : 1993, 1994, 1998, 1999, 2000, 2001
- Vainqueur de la coupe des clubs champions africains : 1994
- Vainqueur de la Supercoupe de la CAF : 1995
- Vainqueur de la coupe afro-asiatique des clubs : 1995
- Vainqueur de la coupe de la confédération : 1997
- Vainqueur de la coupe de Tunisie : 1997, 1999
- Vainqueur de la coupe d'Afrique des vainqueurs de coupe : 1998
- Vainqueur de la Supercoupe de Tunisie : 1994, 2001